# Lahav
Lahav (להַב) est un kibboutz créé en 1952 dans le Néguev.

## Histoire

### XXesiècle
Le kibboutz a été créé en 1952 et a été initialement nommé Tziklag (en hébreu: צקלג) d'après la ville biblique de Ziklag, qui était située à proximité. Au départ, les fondateurs voulaient s'installer en Galilée, mais il a accepté une décision du gouvernement de s'installer dans le Néguev. Après quelques années, le kibboutz Lahav a été rebaptisé en l'honneur du groupe Nahal qui l'a créé.
L'économie du kibboutz Lahav est basée sur l'agriculture (les cultures et le bétail) et de deux entreprises industrielles : une usine de plastique (Dolav), exploitée conjointement avec le kibboutz voisin, Dvir, et une usine de transformation de viande.
En 1963, Lahav a créé l'Institut de recherche sur les animaux avec l'aide d'éminents scientifiques de la Faculté de l'Université hébraïque de l'agriculture, qui est le seul centre de recherche en Israël spécialisé dans l'élevage de porcs.
Selon une loi de 1963, les porcs peuvent être légalement élevés dans les kibboutzim (ou sur des terrains de l'État) uniquement à des fins de recherche, mais la viande d'animaux en surplus ne peut pas être vendue.
Alors que tous les autres kibboutzim ont abandonné l'élevage de porcs pour se conformer à la loi de 1963, Lahav a transféré son élevage de porcs à sa nouvelle organisation, l'Institut de recherche sur les animaux, qui continue à alimenter l'usine de transformation de la viande Lahav avec des porcs excédentaires. Le porc Lahav et d'autres produits à base de viande sont commercialisés au niveau national dans les magasins d'aliments non casher partout en Israël, et la marque Lahav est un concurrent sérieux pour les produits de viande non casher de Mizra. Cependant, malgré l'influence de l'immigration russe, la production locale de viande de porc a soulevé des critiques, la conception majoritaire en Israël étant de considérer ce pays comme un "État juif".